# Sigebodo von Stendal
Sigebodo von Stendal OPraem († 1219/20) war von 1206/07 bis 1219/20 Bischof von Havelberg.

## Leben
Sigebodo war vermutlich Dekan des Kollegiatstifts in Stendal oder des Havelberger Domkapitels. 1207 wurde er als Elekt mit der Untersuchung der Ehescheidung von König Ottokar von Böhmen und dessen Gemahlin Adelheid von Meißen beauftragt. Papst Innozenz III. ernannte ihn 1210 zum Richter im Streit zwischen dem Halberstädter Bischof Friedrich von Kirchberg und der Äbtissin des Stifts Quedlinburg, Sophia von Brehna. Sigebodo nahm 1215 am Vierten Laterankonzil teil. Er weilte 1209 am Hof von König Otto IV., mit dem er noch 1215 gemeinsam urkundete. Kurz darauf wechselte er auf die Seite der Staufer. Im Mai 1216 hielt er sich am Hof Friedrichs II. in Würzburg auf. Ab 1214 war er als Weihbischof in den Diözesen Mainz und Würzburg tätig. Mit dem Abt des Prämonstratenserordens verhandelte er um eine Erleichterung der Lebensordnung des Havelberger Domkapitels. Die Dombibliothek erhielt von Sigebodo eine Handschrift von Ekkehard von Aura. Sigebodo starb Ende 1219 oder Anfang 1220.